# Włodzimierz Cofta

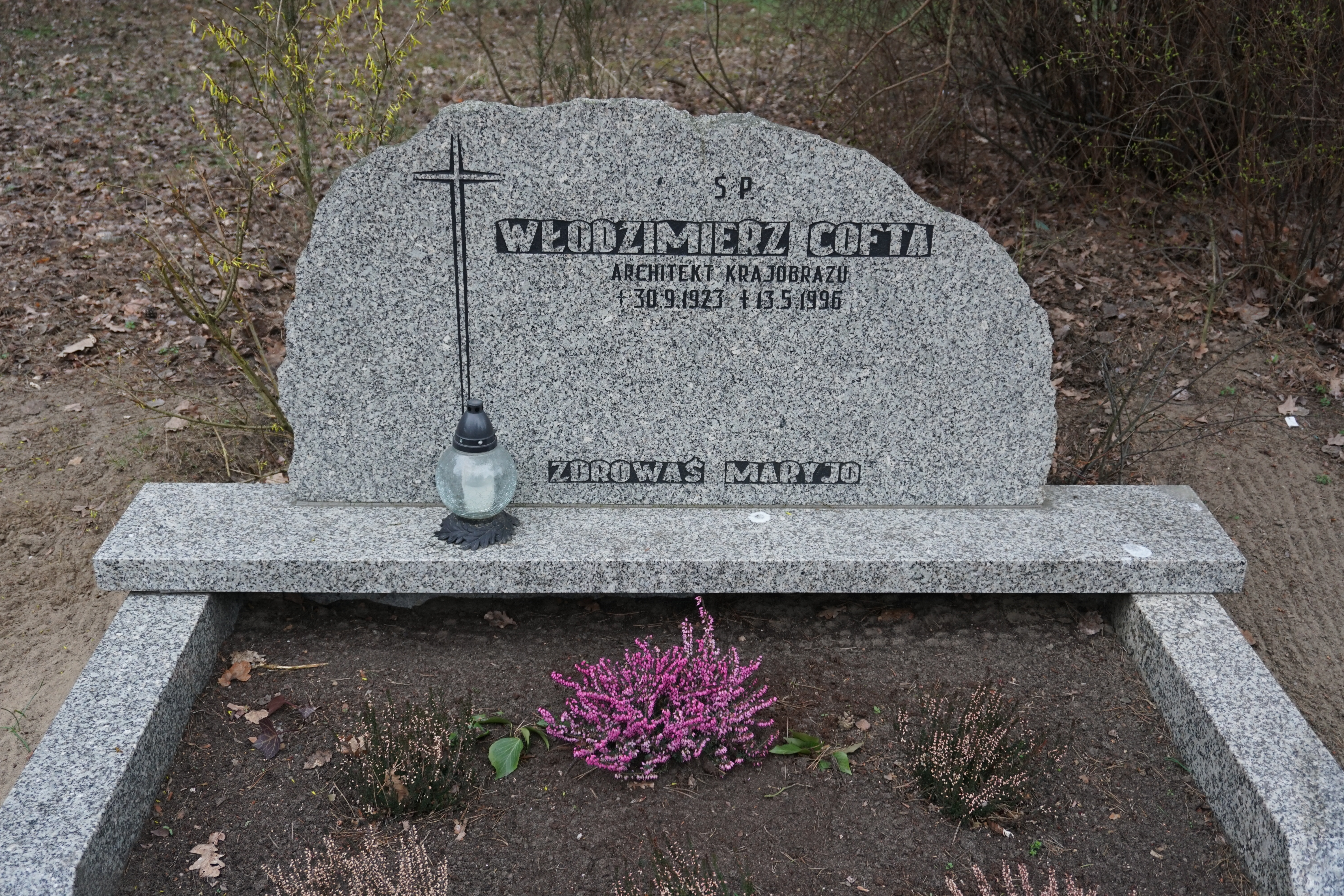
Grób Włodzimierza Cofty na cmentarzu Miłostowo w Poznaniu

Włodzimierz Cofta (ur. 30 września 1923, zm. 13 maja 1996) – polski architekt i urbanista.

## Życiorys
W 1952 ukończył studia na Wydziale Architektury Politechniki Wrocławskiej. Do 1955 pracował w Miastoprojekcie w Poznaniu (Pracownia Staromiejska), a do 1975 w Wojewódzkim Biurze Planowania Przestrzennego w Poznaniu. W latach 1975–1988 wykładał w Instytucie Architektury i Planowania Przestrzennego Politechniki Poznańskiej, Instytucie Biologii UAM, jak również w Instytucie Socjologii Wsi UMK w Toruniu.
Był przewodniczącym Komisji Zagospodarowania Przestrzennego Rady Naukowej Wielkopolskiego Parku Narodowego. Od 1990 do 1994 był radnym Poznania. Opracowywał (w zespole) plany ogólne zagospodarowania przestrzennego miast Wielkopolski, plany szczegółowe osiedli, a także ogólny plan zagospodarowania Starego Miasta w Poznaniu, śródmieścia Poznania, plan zagospodarowania województwa poznańskiego i ogólny plan zagospodarowania Poznania z 1975.
W latach 1972–1975 był wiceprezesem poznańskiego oddziału Towarzystwa Urbanistów Polskich.
Został pochowany na cmentarzu Miłostowo w Poznaniu w alei zasłużonych.